# Windows Embedded CE 6.0
A Windows Embedded CE 6.0 a Microsoft Windows CE termékcsaládjának hatodik főverziója. A „Yamazaki” kódnevű rendszer 2006. november 1-jén jelent meg. Elődjétől eltérően a kernel 32 helyett 32 768 folyamatot támogat, amelyek 32 MB helyett már 2 GB virtuális címteret használhatnak.
A szoftver forráskódja korlátozottan nyílt, így a fejlesztők a rendszermag szintjén szabadon végezhetnek módosításokat anélkül, hogy azokat a Microsofttal vagy versenytársaikkal meg kelljen osztaniuk. A Windows Phone 7 részben a Windows Embedded CE 6.0 R3-on alapszik.

## Új funkciók
Egyes rendszereszközök (például fájlrendszer, eszközkezelő) a rendszermagba kerültek át; ezeket futtatható állományokból dinamikus csatolású könyvtárakká alakították át. A Platform Builder a Visual Studio 2005 beépülő moduljaként érhető el (így szükséges a program telepítése). Az exFAT fájlrendszer és csak olvasható módban az UDF 2.5 is támogatott.
A szoftverben elérhetők a 802.11i (WPA2) és 802.11e (QoS) vezeték nélküli szabványok is.

### R3
A Windows CE 6.0 R3 verziója 2009 szeptemberében vált elérhetővé a rendszerépítők számára. A Zune HD alapját is képező rendszer jelentősebb újdonságai:
- Silverlight for Windows Embedded: interaktív felületek létrehozásához szükséges képességek
- Internet Explorer Embedded: többujjas érintés támogatása és testre szabható felület
- Flash Lite 7: interaktív weboldalak megjelenítése
- Touch and Gesture: négyujjas érintés és három dimenziós megjelenítés támogatása
- Connection Manager: több hálózati csatoló kezelése
- Microsoft Office- és PDF-megjelenítő: Word, Excel, PowerPoint és PDF formátumok olvasása

## Fordítás
- Ez a szócikk részben vagy egészben  a   Windows Embedded CE 6.0 című angol Wikipédia-szócikk ezen változatának fordításán alapul.  Az eredeti cikk szerkesztőit annak laptörténete sorolja fel. Ez a jelzés csupán a megfogalmazás eredetét és a szerzői jogokat jelzi, nem szolgál a cikkben szereplő információk forrásmegjelöléseként.